# Nepal van A tot Z

Locatie van Nepal

## A
Aardbevingen Nepal 2015 - 
Shailaja Acharya - 
Ama Dablam - 
Annapurna I - 
Annapurna II - 
Annapurna - 
Aziatische weg 2 -
Api (berg) -
Aziatische Indoorspelen

## B
Bagh Chal -
Bagmati (rivier) - 
Beni (Nepal) -  
Giuseppe Maria Bernini - 
Krishna Prasad Bhattarai - 
Birendra Bir Bikram Shah Deva - 
Boeddha - 
Boeddhisme - 
Bouddhanath - 
Burgeroorlog Nepal

## C
AFC Challenge Cup 2012 - 
Charikot - 
Cho Oyu - 
Christendom in Nepal - 
Communistische Partij van Nepal - 
Communistische Partij van Nepal (maoïstisch) - 
Communistische Partij van Nepal (marxistisch-leninistisch) (2002) - 
Communistische Partij van Nepal (verenigd) - 
Communistische Partij van Nepal (verenigd marxistisch-leninistisch)

## D
Derodontus nepalensis - 
Sher Bahadur Deuba - 
Devanagari - 
Dharahara - 
Dingboche - 
Districten van Nepal - 
Kanak Dixit - 
Durbar-plein - 
Durbar-plein van Bhaktapur - 
Durbar-plein van Kathmandu - 
Durbar-plein van Patan - 
Dzongkha

## E
Egelbabbelaar - 
Emang - 
Eosembia nepalica - 
Epeus exdomus - 
George Everest - 
Everest

## F
Fatuha Maheshpur

## G
Gandaki (bestuurlijke zone) - 
Gauri Shankar - 
Gemeenten van Nepal - 
Geschiedenis van Nepal - 
Ghaghara - 
Golf in Nepal -
Gorkha - 
Gularia - 
Gurkha - 
Anil Gurung - 
Gyachung Kang - 
Nyima Gyalpo - 
Gyanendra Bir Bikram Shah Dev

## H
Hetauda - 
Himal Khabarpatrika - 
Himal Southasian - 
Himalaya - 
Himalaya (film) -
Himalayabosmuis - 
Himalchuli - 
Hindi - 
Hindoeïsme - 
Hulas

## I
Ilam - 
Imja Tse - 
Indische neushoorn - 
Indisch Subcontinent - 
Internationale Luchthaven Tribhuvan - 
ISO 3166-2:NP

## J
Jak -
Jaleshwor - 
Janakpur - 
Jongsong Peak

## K
Kali (Uttarakhand) - 
Jampa Kälsang - 
Kangchenjunga -
Kanjiroba -  
Karma (2006) - 
Kathmandu - 
Kathmandu-vallei - 
Khalanga - 
Khumbu - 
Girija Prasad Koirala - 
Koninkrijk Nepal - 
Koshi (rivier) - 
Kukri

## L
Lalitpur -
Langtang (regio) - 
Langtang Himal - 
Langtang Lirung - 
Laricobius wittmeri -
Leclercera machadoi -  
Leptomydas rapti - 
Lhotse - 
Lijst van koningen van Nepal -
Lijst van presidenten van Nepal - 
Lijst van vlaggen van Nepal - 
Categorie:Lijsten van voetbalinterlands Nepal - 
Lobuche - 
Luchthaven Lamidanda - 
Luchthaven Lukla - 
Lukla -  
Lumbini

## M
Machhapuchhre - 
Mahabharat Lekh - 
Mahendra - 
Makalu -
Manaslu - 
Mensenrechten in Nepal -  
Momo - 
Mount Everest

## N
.np
Tseten Namgyal - 
Namche Bazaar - 
Nanda Devi - 
Nangpa La - 
Nationaal Park Chitwan - 
Neopanorpa furcata - 
Nepal - 
Nepal op de Aziatische Indoorspelen -
Nepalees - 
Nepalees papiergeld - 
Nepalese Congrespartij - 
Nepalese roepie - 
Nepalees voetbalelftal - 
Nepalese Arbeiders- en Boerenpartij - 
Nepalese Burgeroorlog - 
Nepalese Congrespartij - 
Nepalese volkstelling van 1991 - 
Nepalgunj - 
Prakash Neupane -
Newah - 
Ngadi Chuli - 
Tenzing Norgay -
Num Ri -
Nuptse

## O
Okhaldhunga (district) -
Khadga Prasad Oli -
Olympische Jeugdzomerspelen 2010 -
Olympische Jeugdwinterspelen 2012 -
Olympische Spelen -
Olympische Winterspelen 2002 - 
Olympische Winterspelen 2010 - 
Olympische Winterspelen 2014 - 
Olympische Zomerspelen 1964 -
Olympische Zomerspelen 1972 - 
Olympische Zomerspelen 1976 - 
Olympische Zomerspelen 2004 - 
Olympische Zomerspelen 2008 - 
Olympische Zomerspelen 2012 -

## P
Paahan Chare - 
Paralympische Spelen - 
Paras Bir Bikram Shah Dev - 
Patan - 
Pikhuti - 
Pokhara FC - 
Prachanda -
Psiloderces mulcatus - 
Pumori

## R
Rajbiraj - 
Raksi - 
Rastriya Gaan -
Sashi Rawal -
Tsering Rhitar -
Rhododendron arboreum - 
Sönam Rinchen

## S
Sagarmatha National Park - 
Saipal - 
Sayaun Thunga Phool Ka - 
Anthony Sharma - 
Sher Bahadur Deuba - 
Dachhiri Sherpa - 
Sherpa - 
Siwaliks - 
Sunwar -
Szechuanpeper

## T
Tengboche - 
Thamel - 
Thamserku - 
The Spirit Doesn't Come Anymore - 
Tibetaans - 
Tripurasundari (Nepal) - 
Tashi Tsering - 
Tenzin Tshepel -
Tulku -
Tweekleurige reuzeneekhoorn

## U
Udayapur (district) -
Shailendra Kumar Upadhyaya

## V
Verenigde Communistische Partij van Nepal (Maoïstisch) - 
Vlag van Nepal -
Categorie:VN-resolutie over Nepal

## W
Wapen van Nepal

## Y
Ram Baran Yadav - 
Karma Yeshi -
Yeti Airlines

## Z
Zevenpartijenalliantie - 
Zuid-Aziatisch kampioenschap voetbal 2013